# Leopold Endel-Ragis

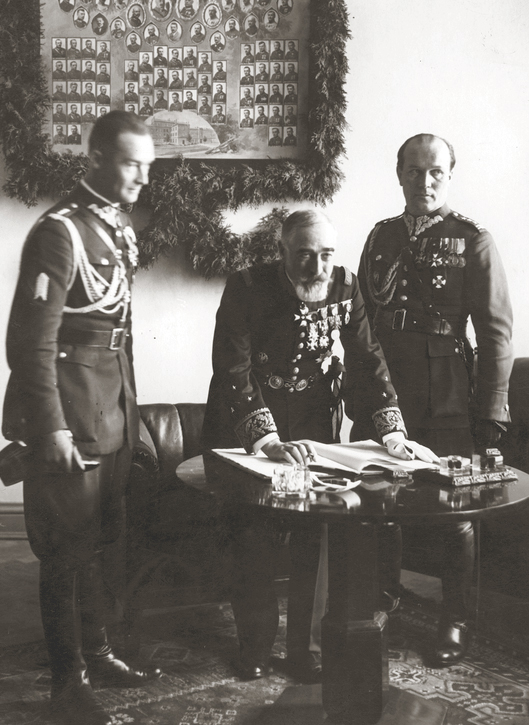
Od lewej: płk Józef Jaklicz, gen. Louis Faury i płk Leopold Endel-Ragis

Leopold Marcin Endel-Ragis, ps. Śląski, Lipiński (ur. 11 listopada 1894 w Żółkwi, zm. 19 lutego 1943 w Warszawie) – pułkownik dyplomowany piechoty Wojska Polskiego, kawaler Orderu Virtuti Militari, komendant Okręgu Kielce-Radom Związku Walki Zbrojnej od października 1939 roku do grudnia 1941 roku.

## Działalność niepodległościowa w czasie I wojny światowej
Syn Mikołaja i Xawery z Falęckich. Uczęszczał do seminarium nauczycielskiego we Lwowie. Tam złożył maturę i był członkiem „Strzelca”. W 1911 ukończył kurs niższy (szkołę podoficerską), a rok później kurs wyższy (szkołę oficerską). Był jednym z 66 słuchaczy kursu wyższego odznaczonych przez Józefa Piłsudskiego znakiem oficerskim tzw. „Parasolem”.
W czasie I wojny światowej pełnił służbę w Legionach Polskich (8 sierpnia 1914 – 13 października 1917). Był porucznikiem 5 pułku piechoty Legionów. Po kryzysie przysięgowym wcielony do cesarskiej i królewskiej armii (15 października 1917 – 10 maja 1918). Mimo posiadanego stopnia oficerskiego skierowany został przez Austriaków na kurs oficerski. 1 listopada 1918 został komendantem IV Okręgu POW w Piotrkowie.

## Służba w Wojsku Polskim w latach 1918–1939
20 listopada 1918 na czele 500 osobowego oddziału złożonego z członków IV Okręgu POW podporządkował się dowódcy Okręgowego Piotrkowskiego Pułku Piechoty, płk. Janowi Rządkowskiemu. Dwa dni później objął dowództwo II batalionu, w skład którego weszli członkowie POW. W szeregach pułku (10 grudnia przemianowanego na 26 pułk piechoty) uczestniczył w wojnie z bolszewikami. Wyróżnił się w czasie zagonu na Kowel.
W 1921 ukończył kurs informacyjny dla wyższych dowódców w Warszawie, a w latach 1922–1924 był słuchaczem III Kursu Normalnego Wyższej Szkoły Wojennej w Warszawie. W szkole pełnił funkcję starszego kursu. 1 października 1924, po ukończeniu kursu i uzyskaniu tytułu oficera Sztabu Generalnego, otrzymał przydział do Oddziału III Sztabu Generalnego WP. W 1924 pełniąc służbę w Oddziale III SG WP był podwładnym płk. SG Franciszka Włada oraz pozostawał oficerem nadetatowym 26 pułku piechoty.
1 grudnia 1924 Prezydent RP Stanisław Wojciechowski, na wniosek ministra spraw wojskowych, gen. dyw. Władysława Sikorskiego, awansował go do stopnia podpułkownika ze starszeństwem z dniem 15 sierpnia 1924 i 56. lokatą w korpusie oficerów piechoty.
13 września 1925 otrzymał przeniesienie do 7 Dywizji Piechoty w Częstochowie na stanowisko szefa sztabu. 31 marca 1927 ogłoszono jego przeniesienie do 8 pułku piechoty Legionów w Lublinie na stanowisko dowódcy pułku. 24 grudnia 1929 Prezydent RP Ignacy Mościcki mianował go pułkownikiem ze starszeństwem z dniem 1 stycznia 1930 i 12. lokatą w korpusie oficerów piechoty. Z dniem 1 grudnia 1930 został przeniesiony do Dowództwa Okręgu Korpusu Nr II w Lublinie na stanowisko szefa sztabu. W grudniu 1934 został mianowany na stanowisko dowódcy piechoty dywizyjnej 9 Dywizji Piechoty w Siedlcach. W marcu 1939 roku wyznaczony został na dowódcę 22 Dywizji Piechoty Górskiej w Przemyślu. Zastąpił na tym stanowisku gen. bryg. Mieczysława Borutę-Spiechowicza, który został dowódcą Grupy Operacyjnej „Bielsko” w Armii „Kraków”.

## Walka w kampanii wrześniowej 1939 roku
Według planów Naczelnego Wodza 22 Dywizja Piechoty Górskiej miała zostać przydzielona jako odwód do Armii „Łódź” gen. dyw. Juliusza Rómmla, lecz opóźnione wskutek zbyt późnego zmobilizowania oraz ciągłych bombardowań linii kolejowych transporty Dywizji nigdy nie dotarły do celu.
Wskutek katastrofalnej sytuacji w rejonie Częstochowy i próśb o odwody gen. bryg. Antoniego Szyllinga – dowódcy Armii „Kraków” – marszałek Edward Śmigły-Rydz skierował już 1 września będącą dopiero w rejonie Sandomierza dywizję do jego dyspozycji. Została ona zawrócona i skierowana pośpiesznymi transportami przez Kraków i ostatecznie wyładowana 2 i w nocy z 2 na 3 września w rejonie Olkusza. Przed tym wydzielono w celu wzmocnienia południowego odcinka frontu po batalionie z 5. i 6. pułku strzelców podhalańskich i skierowano do 156. pułku piechoty ppłk Ignacego Młyńca jako jego II i III batalion z niezmobilizowanej 45 Dywizji Piechoty Rezerwowej. Całość dywizji (bez dwóch batalionów z 5 i 6 pułku) pod dowództwem płk. Endela Ragisa rozwinęła się obronnie wokół Olkusza w oczekiwaniu na oddziały Grupy Operacyjnej „Śląsk” gen. bryg. Jana Jagmin-Sadowskiego i oddziały niemieckie z VIII Korpusu Armijnego. Od chwili przejścia oddziałów Grupy Fortecznej „Katowice” z GO „Śląsk” dywizja stanowiła najbardziej wysuniętą na północ wielką jednostką z Armii „Kraków” (nie licząc Krakowskiej Brygady Kawalerii, wkrótce odwołanej do ochrony skrzydła i mostów na Wiśle w Baranowie Sandomierskim). W ciężkich walkach opóźniających, w których 22 Dywizja ponosiła coraz większe straty, płk dypl. Endel-Ragis ze swymi oddziałami doszedł do Staszowa, gdzie drogę odwrotu zastąpił dywizjon rozpoznawczy z VII Korpusu Armijnego wzmocniony batalionem saperów zmotoryzowanych i czołgami z 5 Dywizji Pancernej. Płk Ragis, chcąc rozbić Niemców bezustannie zagrażających jego skrzydłu, uzyskał w końcu możliwość realizacji swych planów i po wielokrotnych prośbach wymógł na dowódcy Armii „Kraków” pozwolenie na uderzenie, jednakże tylko częścią dywizji. Płk Endel-Ragis, defetystycznie nastawiony do zaistniałej sytuacji, podzielił sztab swej dywizji i poszczególne grupy przydzielił do poszczególnych kolumn (sam znalazł się przy 5 pułku) oraz wydał nie rokujące powodzenia rozkazy do przebijania się. Dywizja w bardzo ciężkim nocnym boju rozbiła niemiecki oddział zaporowy niszcząc bardzo dużo sprzętu nieprzyjacielskiego i biorąc wielu jeńców, jednak poniosła bardzo ciężkie straty i nie mając w praktyce dowódcy uległa rozsypce (9/10 IX płk Ragis widząc lokalną klęskę oddziałów 5 pułku i myśląc, że to część totalnej klęski jego dywizji, (próbował popełnić samobójstwo strzelając do siebie z pistoletu). 6 pułk strzelców podhalańskich ppłk. Dobrzańskiego bardzo ciężko skrwawiony zdołał przedrzeć się przez linię frontu i po dalszym odwrocie przyłączył się do oddziałów Frontu Północnego za Wisłą, natomiast 2 pułk strzelców podhalańskich płk. Szlaszewskiego znakomicie dowodzony (był przy nim szef sztabu dywizji) przedarł się do własnych wojsk z GO „Śląsk” zbierając po drodze wielu rozbitków z 5. i 6. pułku. Reszta dywizji (5 pspodh., oddziały dywizyjne i większość artylerii została zniszczona przez wysłane na pomoc oddziałowi zaporowemu jednostki 5 Dywizji Pancernej. Mimo ciężkiej rany postrzałowej głowy pułkownik Endel-Ragis został odratowany przez medyków z jego dywizji, a następnie pod opieką lekarzy niemieckich zdołał odzyskać zdrowie.

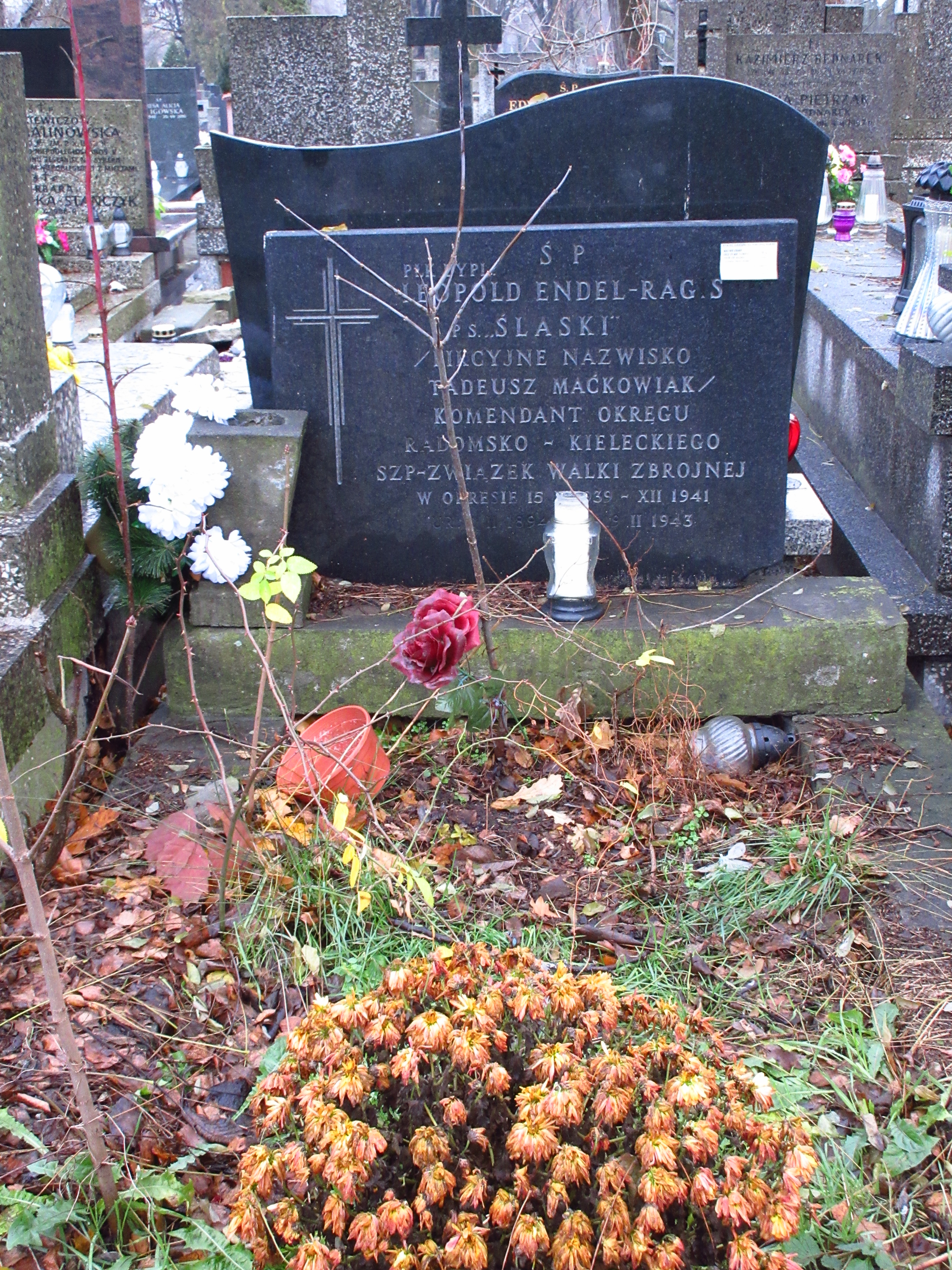
Grób pułkownika Leopolda Endela-Ragisa na cmentarzu Bródnowskim.

Podczas okupacji niemieckiej od października 1939 roku oficer Służby Zwycięstwu Polski. Od grudnia 1941 roku inspektor Komendy Głównej Związku Walki Zbrojnej, następnie Armii Krajowej.
Pochowany na cmentarzu Bródnowskim w Warszawie (kwatera 35K-3-31).

## Awanse służbowe
- podporucznik – 5 marca 1915
- porucznik – 1 listopada 1916
- podpułkownik – 1 grudnia 1924 ze starszeństwem z dniem 15 sierpnia 1924 i 56 lokatą
- pułkownik – 24 grudnia 1929 ze starszeństwem z dniem 1 stycznia 1930 i 7 lokatą

## Ordery i odznaczenia
- Krzyż Srebrny Orderu Wojskowego Virtuti Militari (28 lutego 1921)[10]
- Krzyż Niepodległości (20 stycznia 1931)[11]
- Krzyż Oficerski Orderu Odrodzenia Polski (10 listopada 1928)[12][13]
- Krzyż Walecznych (trzykrotnie: po raz pierwszy za służbę w POW w b. zaborze austriackim i b. okupacji austriackiej[14])
- Złoty Krzyż Zasługi (16 marca 1928)[15]
- Medal Pamiątkowy za Wojnę 1918–1921[16]
- Medal Dziesięciolecia Odzyskanej Niepodległości[16]
- Znak oficerski „Parasol”
- Odznaka Sztabu Generalnego[16]